# 다이젠지역
다이젠지역(일본어: 大善寺駅)은 일본 후쿠오카현 구루메시에 위치한 서일본 철도 덴진오무타 선의 역이다. 역 번호는 T32이다. 전 열차 정차역이다.
인근 야스타케 역과 함께 현존하는 니시테쓰에서 오래된 역이기도 하다. 오카와 철도 시대에는 야스타케 역 사이에 닌쓰카 역이 있었다.

## 역사
- 1912년 11월 30일: 오카와 철도의 역으로 영업 개시.
- 1937년 6월 22일: 오카와 철도가 규슈 철도에 흡수 합병되면서 본 회사의 역이 됨.
- 1937년 10월 1일: 쓰부쿠 ~ 당역 구간이 1435mm로 궤간 변경으로 전화되어 오무타 선에 편입됨.
- 1939년 11월 1일: 급행 창설과 동시에 정차역이 됨.
- 1942년 9월 19일: 규슈 철도 등이 규슈 전기궤도에 합병되면서 본 회사의 역이 됨.
- 1951년 9월 25일: 오카와 선이 휴지.
- 1957년: 선대의 역사 건축.
- 1959년 5월 1일: 특급의 특급 격상과 함께 통과역이 됨.
- 2001년 11월 10일: 특급 정차역으로 격상되고 전 열차가 정차하게 됨.
- 2017년 2월 1일: 역 번호 도입.

## 역 구조
섬식 승강장 2면 4선과 유치선 1선을 가진 지상역이다. 90년대 중반까지는 2면 3선의 구조였고, 상행선 측이 섬식이었다. 승강장 사이는 니시테쓰 후쿠오카(덴진) 방향에 있는 구내 건널목에서 연결되고 역사는 동,서쪽의 두곳에 있다.
시켄조마에 역과 당역 사이는 단선으로, 본 역에서 가마치 역까지는 복선이다.
니시테쓰 덴진오무타 선의 특급 정차역에서는 유일하게 LED식 발차 안내판 및 자동 방송이 없다. 또한, 특급과 급행 정차역에서는 유일하게 구내 건널목을 갖는다.

### 승강장
| 1・2 | ■ 덴진오무타 선 | 하행 | 야나가와・오무타 방면                        |
| 3・4 | ■ 덴진오무타 선 | 상행 | 니시테쓰쿠루메・니시테쓰 후쿠오카(덴진) 방면 |

## 이용 현황
| 연도 | 1일 평균 승차 인원 | 1일 평균 승하차 인원 |
| ---- | ------------------ | -------------------- |
| 2007 | 1,964              | 3,931                |
| 2008 | 1,926              | 3,854                |
| 2009 | 1,827              | 3,654                |
| 2010 | 1,808              | 3,631                |
| 2011 | 1,740              | 3,490                |
| 2012 |                    | 3,482                |
| 2013 |                    | 3,543                |
| 2014 |                    | 3,365                |
| 2015 |                    | 3,442                |

## 역 주변
동쪽에 로터리, 서쪽 출입구로 택시의 대기장과 버스 정류장이 있고 역 남쪽은 전원 지대이다.
- 구루메 시립 다이젠지 초등학교
- 다이젠지 우체국
- 다이젠지 자동차 교습소
- 양로원 다이젠지

## 인접역
| 서일본 철도 ■ 덴진오무타 선                 | 서일본 철도 ■ 덴진오무타 선 | 서일본 철도 ■ 덴진오무타 선      |
| ------------------------------------------- | --------------------------- | -------------------------------- |
| T28 하나바타케 니시테쓰 후쿠오카(덴진) 방면 | ■ 특급 ■ 급행               | 니시테쓰야나가와 T39 오무타 방면 |
| T31 야스타케 니시테쓰 후쿠오카(덴진) 방면   | ■ 보통                      | 미즈마 T33 오무타 방면           |